# Norefjell
Norefjell est une chaîne de montagnes norvégienne située dans les Alpes scandinaves. Elle s'étend entre les vallées d'Eggedal à l'ouest et de Hallingdal à l'est en Norvège. Elle couvre une partie des communes de Flå, Sigdal et Krødsherad toutes situées dans le comté de Buskerud. Ses plus hautes montagnes sont le Gråfjell avec 1 468 m d'altitude et le Høgevarde avec ses 1 459 m.

## Toponymie
La montagne est nommée d'après l'ancienne ferme Nore, le suffixe fjell signifiant « montagne » en norvégien.

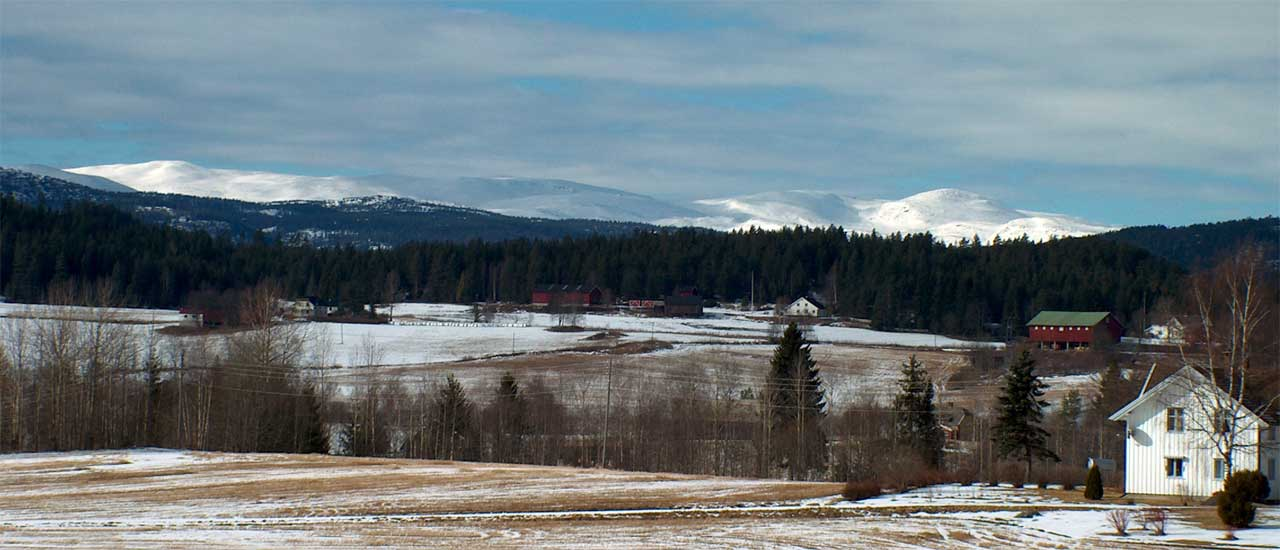
Vue de Norefjell à Sokna dans la commune de Ringerike

## Sports d'hiver
Une station de ski alpin du même nom est localisée dans la ville de Krødsherad qui est à une heure et demie par la route du nord d'Oslo. Norefjell a accueilli les épreuves de descente et de slalom géant des Jeux olympiques d'hiver de 1952.